# Bonthainia annulata
Bonthainia annulata is een hooiwagen uit de familie Sclerosomatidae. De wetenschappelijke naam van Bonthainia annulata gaat terug op Suzuki.